# Třída New Orleans
Třída New Orleans byla třída těžkých křižníků amerického námořnictva. Šlo o  poslední křižníky postavené podle omezení, ke kterým se USA zavázalo na Washingtonské konferenci v roce 1922. Konstrukce lodí byla vylepšením předchozí třídy Northampton. Celkem bylo postaveno sedm křižníků této třídy. Ve službě byly v letech 1934–1947. Intenzivně byly nasazeny za druhé světové války. Ve válce byly tři potopeny. Ostatní byly krátce po jejím skončení vyřazeny.

## Stavba

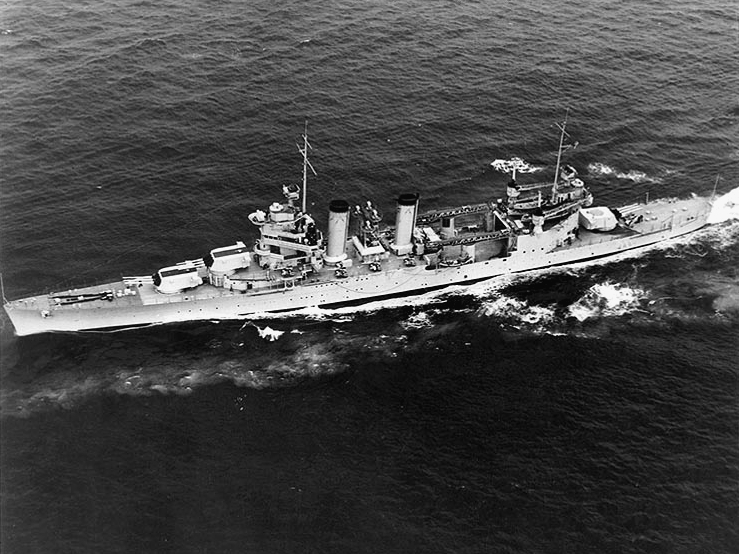
USS Quincy (CA-39) v roce 1940

Vývoj této třídy byl zahájen v roce 1929. Konstrukce vycházela z předcházejících tříd amerických těžkých křižníků. Při stavbě lodí bylo rozhodnuto, že křižníky budou o něco menší, ale lépe chráněné pancéřováním. Trup lodí byl oproti Northamptonu o 12 stop zkrácen a zkrácen byl i pancéřový pás na jeho boku, jenž však byl zesílen na 127 mm. Paluba měla sílu 57 mm a čela věží 203 mm.
Do stavby se zapojily loděnice New York Navy Yard v Brooklynu, Puget Sound Navy Yard v Bremertonu, Philadelphia Naval Shipyard ve Filadelfii, New York Shipbuilding v Camdenu, Mare Island Naval Shipyard ve Vallejo, loděnici Fore River Shipyard (součást Bethlehem Shipbuilding Corp.) v Quincy.
Jednotky třídy New Orleans:
| Jméno                     | Loděnice               | Založení kýlu      | Spuštěna           | Vstup do služby | Poznámka                                      |
| ------------------------- | ---------------------- | ------------------ | ------------------ | --------------- | --------------------------------------------- |
| USS New Orleans (CA-32)   | New York Navy Yard     | 14. března 1931    | 12. dubna 1933     | 15. února 1934  | Vyřazen 1947, vyškrtnut 1959, sešrotován.     |
| USS Astoria (CA-34)       | Puget Sound Navy Yard  | 1. září 1930       | 16. prosince 1933  | 28. dubna 1934  | Potopen 9. srpna 1942 v bitvě u ostrova Savo. |
| USS Minneapolis (CA-36)   | Philadelphia Navy Yard | 27. června 1931    | 6. září 1933       | 19. května 1934 | Vyřazen 1947, vyškrtnut 1959, sešrotován.     |
| USS Tuscaloosa (CA-37)    | New York Shipbuilding  | 3. září 1931       | 15. listopadu 1933 | 17. srpna 1934  | Vyřazen 1946, vyškrtnut 1959, sešrotován.     |
| USS San Francisco (CA-38) | Mare Island Navy Yard  | 9. září 1931       | 9. března 1933     | 10. února 1934  | Vyřazen 1946, vyškrtnut 1959, sešrotován.     |
| USS Quincy (CA-39)        | Fore River             | 15. listopadu 1933 | 19. června 1935    | 9. června 1936  | Potopen 9. srpna 1942 v bitvě u ostrova Savo. |
| USS Vincennes (CA-44)     | Fore River             | 2. ledna 1934      | 21. května 1936    | 24. února 1937  | Potopen 9. srpna 1942 v bitvě u ostrova Savo. |

## Konstrukce

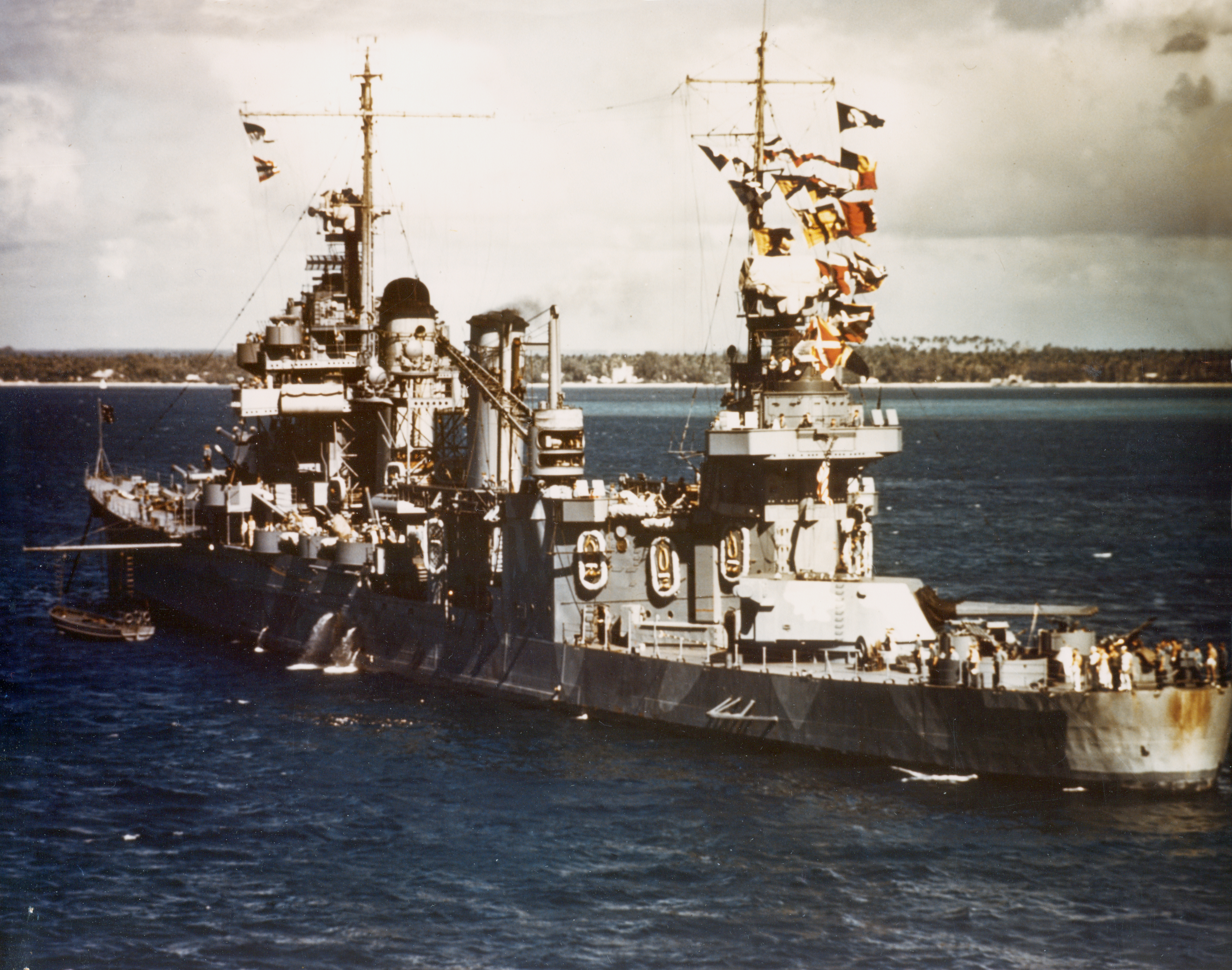
USS Quincy (CA-39) na snímku pořízeném šest dnů před potopením

Všechny postavené jednotky si byly v zásadě podobné, ale existovaly u nich varianty a odchylky ve výtlaku až o 600 tun. Hlavní výzbroj tvořilo obvyklých devět 203mm kanónů ve trojdělových věžích, doplněných osmi 127mm kanóny a stejným počtem 12,7mm kulometů. Jak bylo obvyklé, nesla tato plavidla dva katapulty a čtyři hydroplány. Pohonný systém tvořilo osm kotlů Babcock & Wilcox a čtyři turbíny Westinghouse o výkonu 107 000 shp, pohánějící čtyři lodní šrouby. Nejvyšší rychlost dosahovala 32,7 uzlu. Dosah byl 10 000 námořních mil při rychlosti 15 uzlů.

### Modifikace
Během války byla zesilována protiletadlová výzbroj křižníků, které byly také vybavovány radary. V roce 1946 křižník Tuscaloosa nesl devět 203mm kanónů, osm 127mm kanónů, dvacet čtyři 40mm kanónů a dvacet osm 20mm kanónů. Jeden katapult byl demontován.

## Operační služba

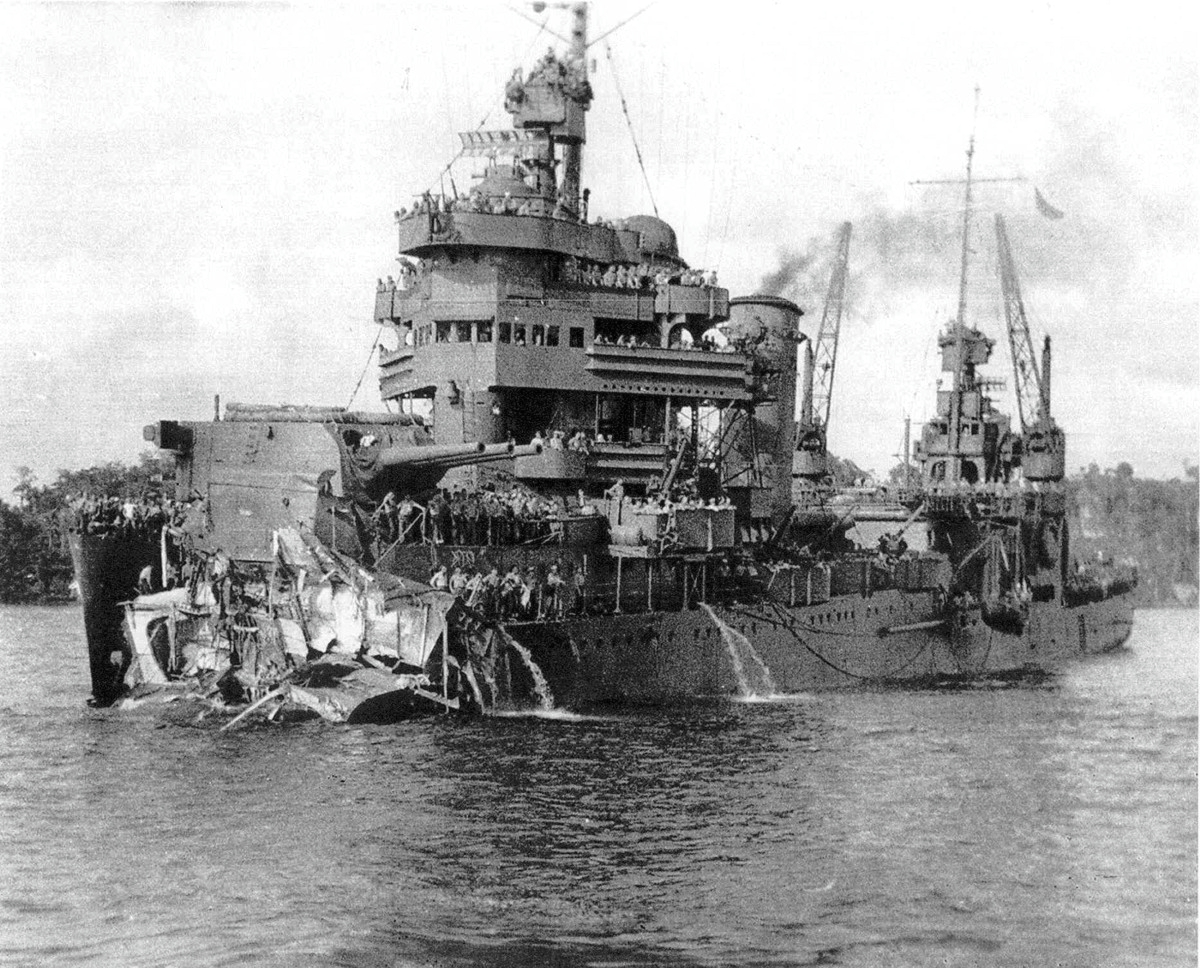
USS New Orleans (CA-32) poškozený japonským torpédem

Křižníky byly intenzivně nasazeny za druhé světové války. V bitvě u ostrova Savo se dne 9. srpna 1942 podařilo Japonskému císařskému námořnictvu potopit křižníky Astoria, Quincy a Vincennes. Zbylé čtyři lodě válku přečkaly a v letech 1946–1947 byly vyřazeny a později sešrotovány.